# 라멘 국기관

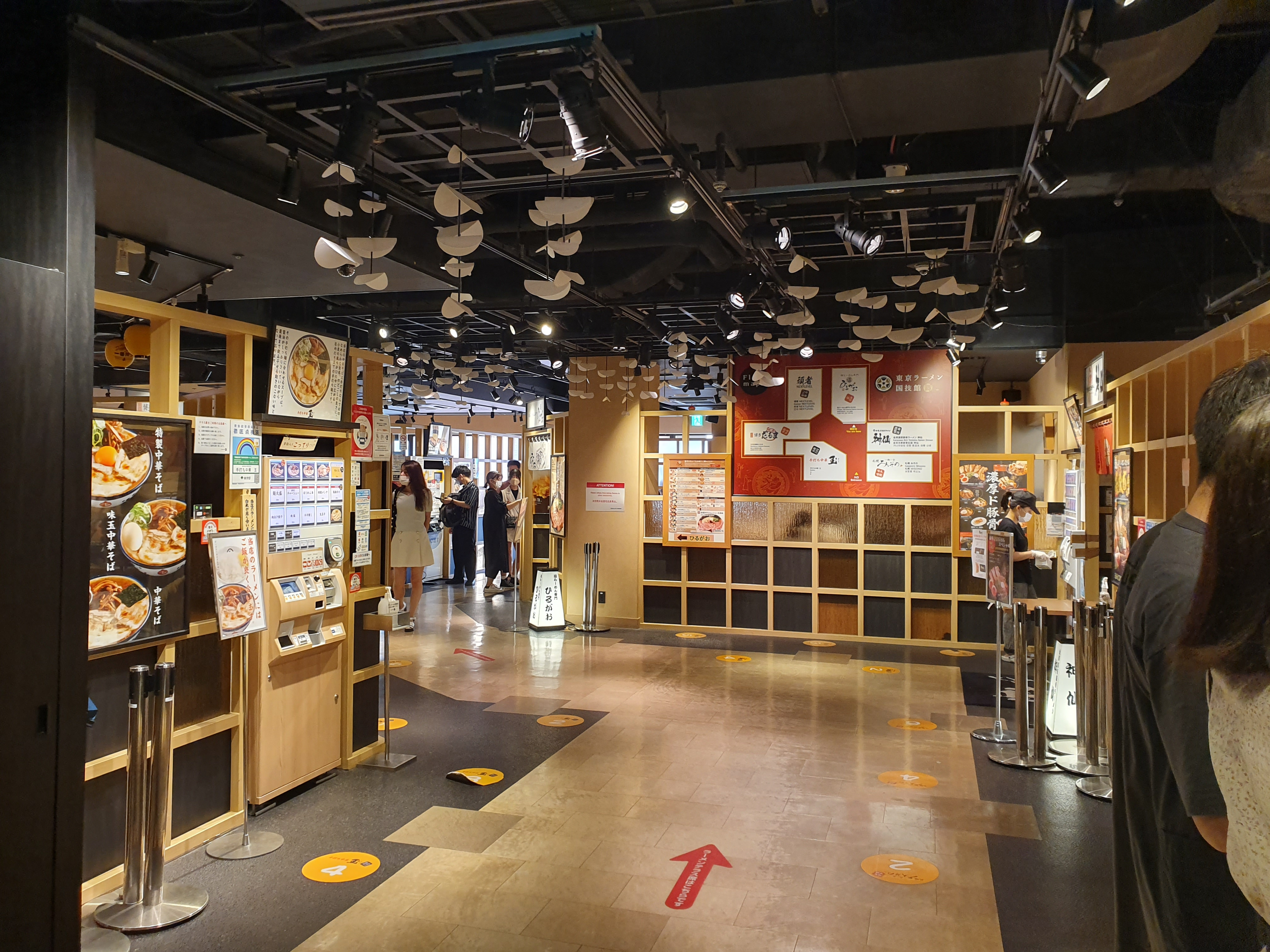

라멘 국기관(일본어: ラーメン国技館 -こくぎかん[*])은 2005년 1월 12일에 오픈한 도쿄도 미나토구 아쿠아시티 오다이바에 있는 라멘 테마파크이다. 2008년 8월 31일에 폐점했지만, '최강 라코쿠 ~ 강자들의 향연 ~'이는 제목으로, 9월 20일에 리뉴얼 오픈했다.